# Districte de Mocuba
El districte de Mocuba és un districte de Moçambic, situat a la província de Zambézia. Té una superfície de 8.803 kilòmetres quadrats. En 2007 comptava amb una població de 300.628 habitants. Limita al nord amb el districte de Lugela, al nord-oest amb el districte de Milange, a l'oest amb el districte de Morrumbala, al sud amb els districtes de Nicoadala i Namacurra, a l'est amb el districte de Maganja da Costa i al nord-est amb el districte d'Ile.

## Divisió administrativa
El districte està dividit en tres postos administrativos (Mocuba, Mugeba e Namajavira), compostos per les següents localitats:
- Município de Mocuba
- Posto Administrativo de Mocuba:
  - Munhiba
- Posto Administrativo de Mugeba:
  - Maguia ?
  - Mugeba
- Posto Administrativo de Namajavira:
  - Alto Benfica
  - Namajavira